# Ton Buijnsters
Ton Buijnsters (Haaren, 1936 – 31 augustus 1998) was een Nederlandse beeldhouwer en monumentaal kunstenaar, bekend om zijn diverse kunstwerken verspreid over Noord-Brabant en daarbuiten.

## Biografie
Buijnsters haalde eerst de diploma's bouwkundig tekenaar en aannemer en volgde daarna een opleiding in tekenen en vormgeving aan de kunstacademie. Hij werkte als leraar esthetische vorming en later als leraar bloemsierkunst in Vught. Vanaf 1974 tot aan zijn dood in 1998 was hij actief als kunstenaar.

## Werk
Buijnsters' werk is te vinden in zowel publieke ruimten als privécollecties. Hij stond bekend om zijn abstracte sculpturen en werkte met materialen zoals baksteen, hout en brons. Hij ontwierp ook "kijkzuilen", bronzen zuilen die de geschiedenis van een dorp verbeelden, te vinden in Haaren, Teteringen en Den Dungen.
Voorbeelden van zijn werk zijn onder andere een halve sculptuur van Peer vaan den Muggenheuvel in 's-Hertogenbosch, het beeld Zittend Mensfiguur op Paal in Maassluis en creëerde hij een beeldengroep rondom de clown van het Haarense circus Il Grigio. In 1976 ontving hij de opdracht om een bronzen sculptuur te vervaardigen ter gelegenheid van het 100-jarig bestaan van de Brabantse Provinciale Waterstaat. Dit werk, getiteld de Samenwerking, betekende zijn doorbraak naar bredere erkenning.

## Galerij

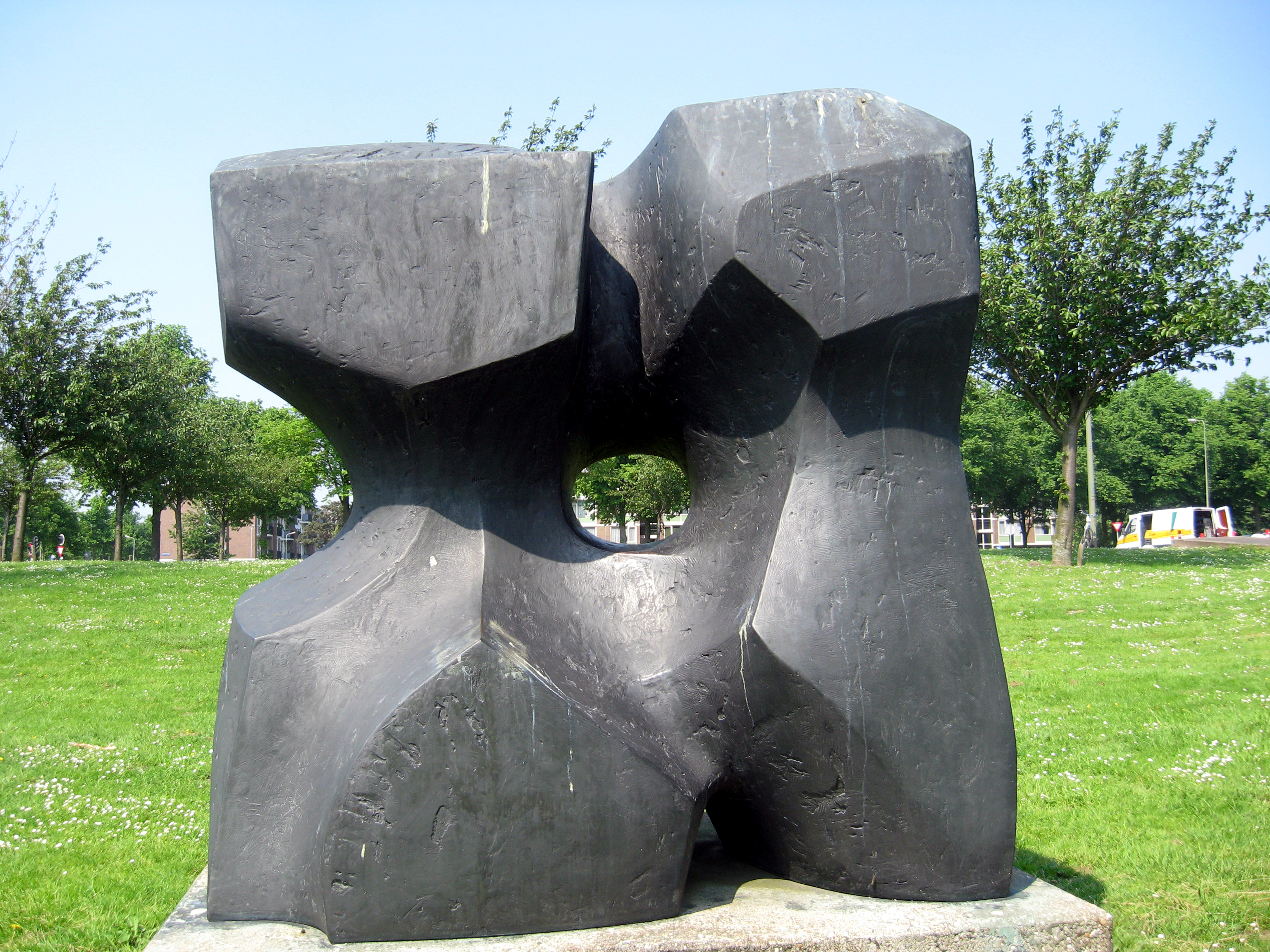
De Samenwerking in 's-Hertogenbosch
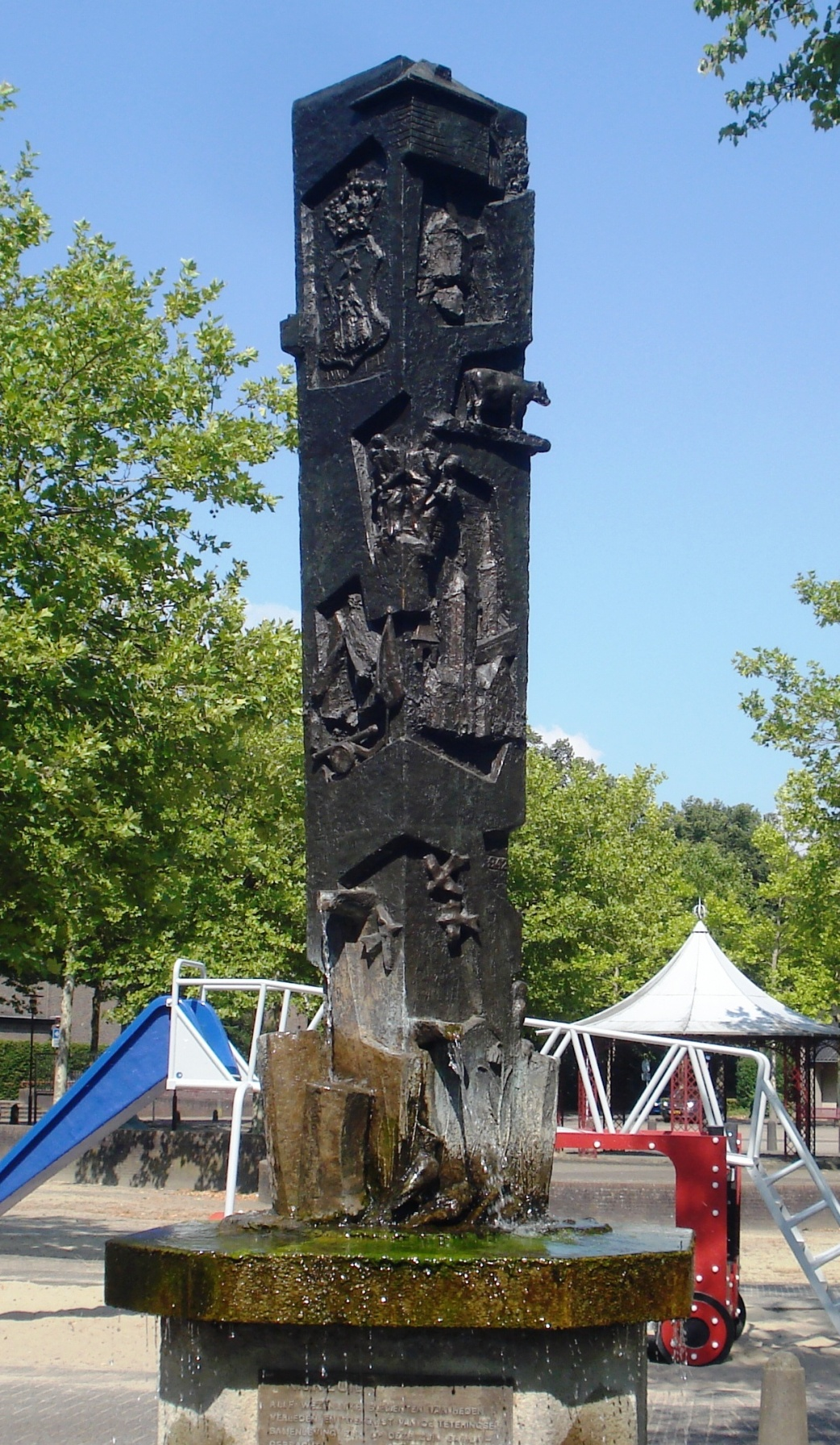
De Kijkzuil van Teteringen
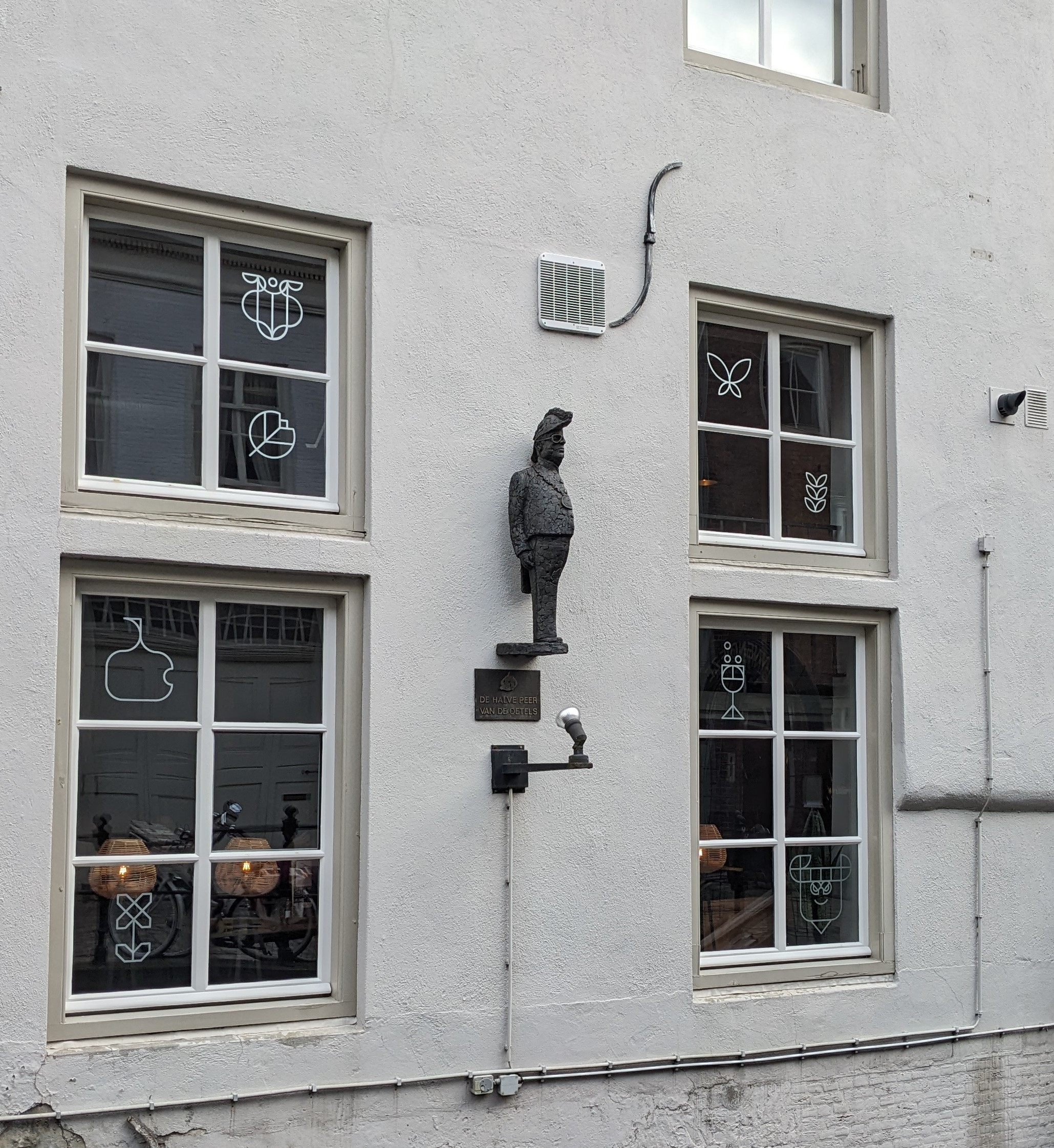
De Halve Peer in 's-Hertogenbosch
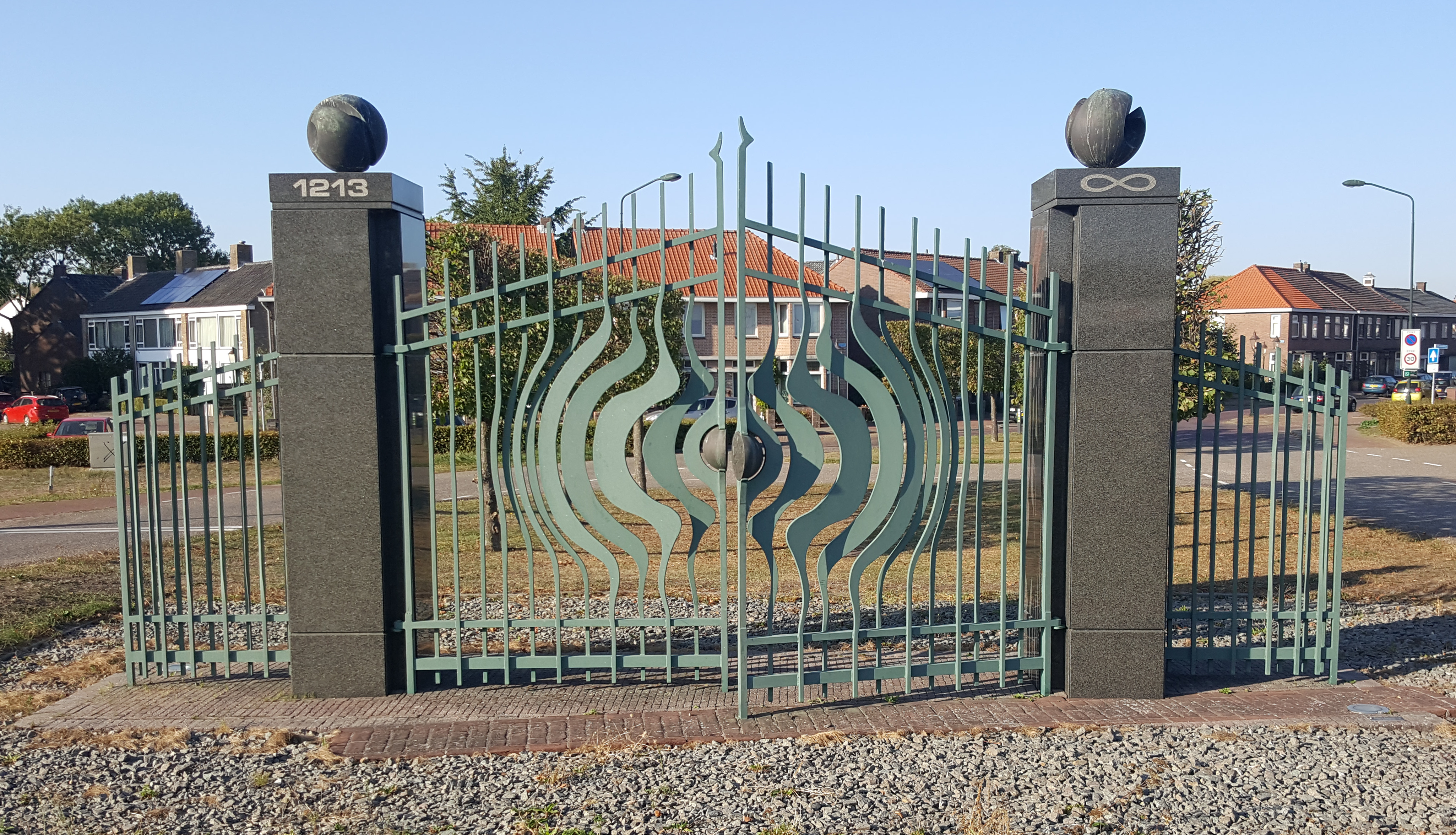
De Nieuwe Koepoort in Geertruidenberg
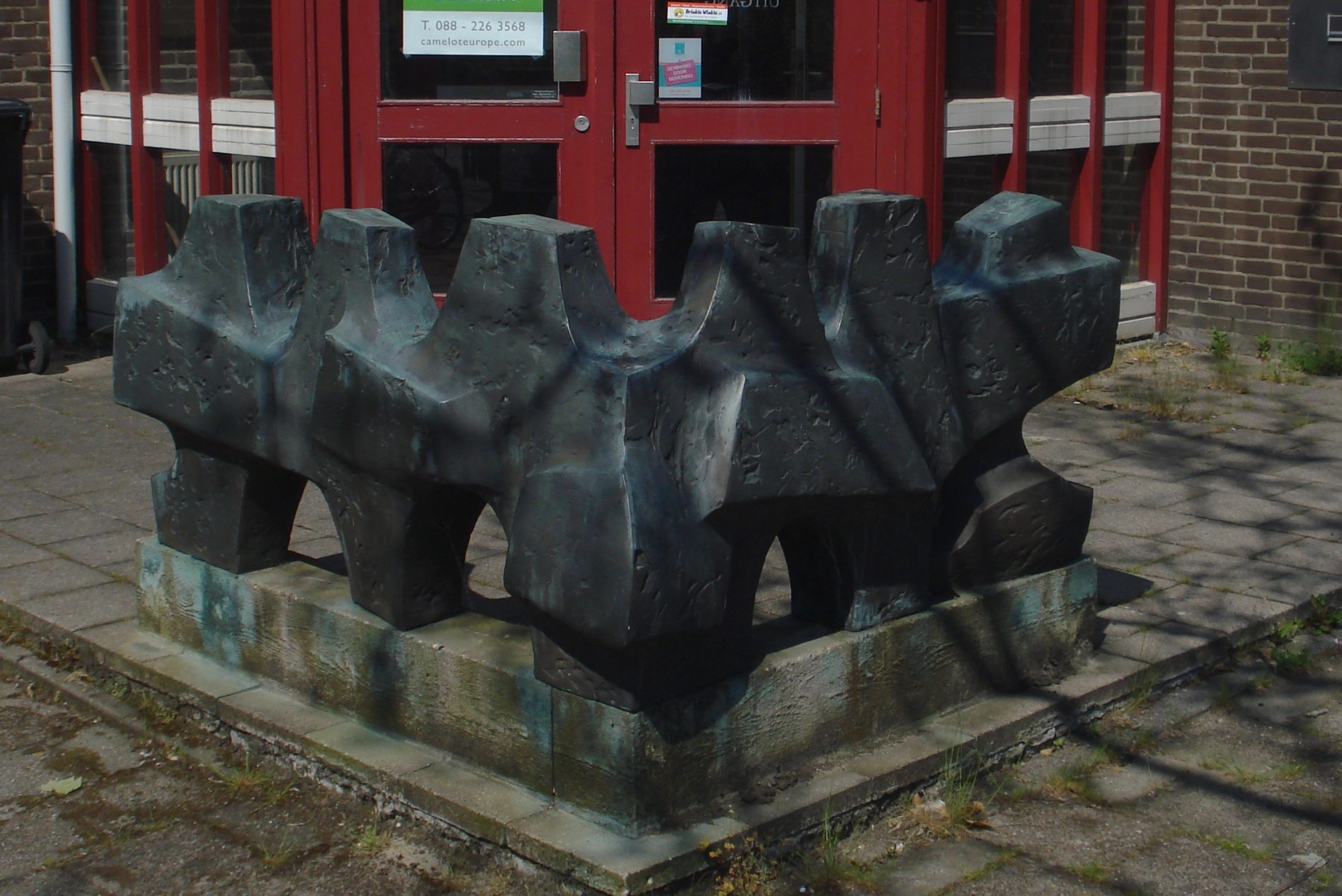
Sculptuur zonder titel in Westland
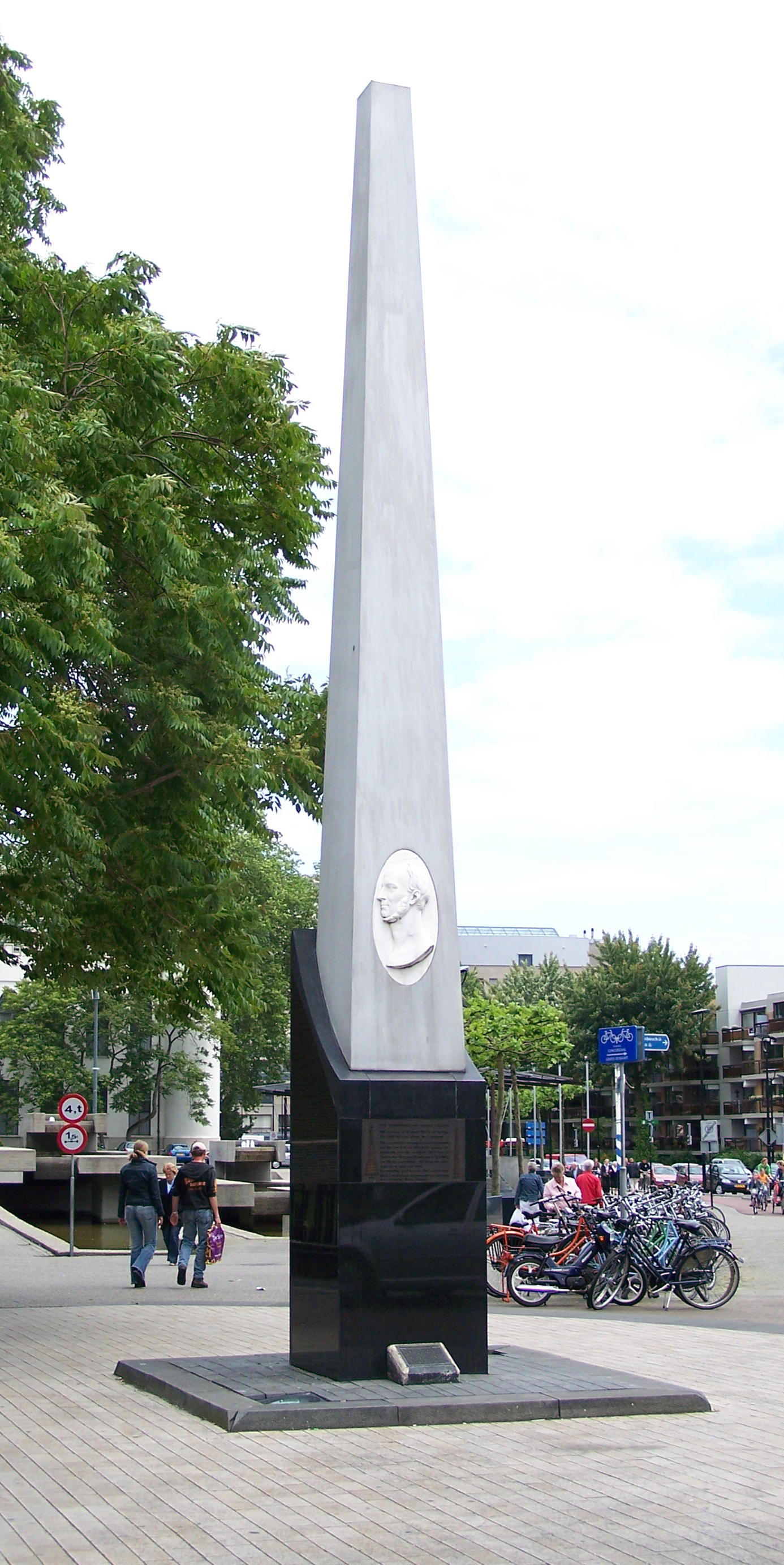
Het Koning Willem II-monument op de Oude Markt in Tilburg. Oorspronkelijk ontworpen door H.J. van Tulder, later vervangen door een replica van Ton Buijnsters